# FK Daugava Daugavpils
FK Daugava Daugavpils is een Letse voetbalclub uit de stad Daugavpils.

## Geschiedenis
Ditton werd in 1909 opgericht. In 2004 speelde de club voor het eerst in de hoogste klasse en werd voorlaatste, in de eindronde verloor de club en degradeerde. Terug in de 2e klasse werd Ditton vijfde maar omdat enkele B-elftallen van eersteklassers voor Ditton eindigde speelde de club de eindronde en promoveerde. Het tweede seizoen in hoogste klasse was succesvoller met een vijfde plaats achter stadsrivaal Dinaburg Daugavpils. Voor het seizoen 2007 nam de club weer de naam Daugava aan en evenaarde de vijfde plaats uit 2006. In 2008 werd de Beker van Letland gewonnen, en de club plaatste zich daarmee voor Europees voetbal (UEFA Europa League 2009/10). Voor aanvang van de competitie in 2009 fuseerde FK Daugava met Dinaburg FC. Dinaburg nam de licentie in de Virslīga over en speelde ook in de Europacup. Daugava ging in de 1. līga spelen. Toen in oktober 2009 Dinaburg uit de competitie genomen werd en teruggezet werd naar de 1. līga kreeg Daugava van de Letse voetbalbond de plaats van Dinaburg Virslīga al had de club zich daarvoor niet gekwalificeerd. Daar werd de club in 2010 vierde en in 2011 derde. In 2012 werd de club landskampioen. In 2013 werd de club verdacht van matchfixing rond het UEFA Champions League duel met IF Elfsborg (7-1) nederlaag. In 2014 was er een groot corruptieschandaal waarbij acht clubmedewerkers gearresteerd werden. Voor het seizoen 2015 kreeg de club geen licentie en moest op het derde niveau in de 2. līga gaan spelen.

## Daugava erfenis
In 1944 werd Daugava Riga opgericht. Na de Tweede Wereldoorlog werd de club in 1949 de tweede Letse club die in de Sovjet Top Liga ging spelen. Na vier jaar degradeerde de club. Van 1960 tot 1962 speelde de club weer op het hoogste niveau. In 1971 zakte de club naar het derde niveau. In de jaren 80 speelde de club weer op het tweede niveau en was enkele keren dicht bij promotie naar de Top Liga. In 1991 werd de plaats op het tweede niveau overgenomen door FK Pārdaugava Riga. Samen met de sponsor ging de club in 1995 failliet.
In 1996 nam Torpedo Rīga de naam Daugava Rīga aan. Die club ging in 2007 failliet. Sinds 2003 was de naam Daugava ook in gebruik bij een jeugdteam en van daaruit werd in 2005 een semi-professionele club opgericht onder de naam FSK Daugava-90 Rīga. Als FK Daugava Rīga ging de club in 2007 ook in de 1. līga spelen en fuseerde in 2010 met RFS/Flaminko Rīga tot FK Daugava/RFS Rīga (ook bekend als FK Rīgas Futbola skola) en sinds 2016 spelend als FK RFS.
In 2007 veranderde FC Ditton haar naam in FC Daugava. Zowel FC Daugava als FK Rīgas Futbola skola claimen de naam en historie van het oude Daugava maar zijn beiden geen directe opvolger van de Daugava Pārdaugava lijn. Het recht op het logo en uitingen is door een rechtbank toegewezen aan de eigenaren van de FK Rīgas Futbola skola, de naam Daugava is echter vrij te gebruiken. In maart 2012 ging ook FK Jūrmala-VV  als Daugava Riga spelen. In 2015 werd deze club opgeheven.
In 2011 werd het voormalige Daugava 2 als BFC Daugava een zelfstandige club en FC Daugava werkt sindsdien met Šitika FS samen voor het tweede team dat in de 1. līga speelt.

## Erelijst
- Virslīga

2012
- Beker van Letland

2008

## In Europa
Q = voorronde, PUC = punten UEFA coëfficiënten
Uitslagen vanuit gezichtspunt FK Daugava Daugavpils
| Seizoen | Competitie       | Ronde | Land               | Club               | Totaalscore | 1e W    | 2e W    | PUC |
| ------- | ---------------- | ----- | ------------------ | ------------------ | ----------- | ------- | ------- | --- |
| 2011/12 | Europa League    | 1Q    | Vlag van Noorwegen | Tromsø IL          | 1-7         | 0-5 (T) | 1-2 (U) | 0.0 |
| 2012/13 | Europa League    | 1Q    | Vlag van Litouwen  | Suduva Marijampole | 3-3 u       | 1-0 (U) | 2-3 (T) | 1.0 |
| 2013/14 | Champions League | 2Q    | Vlag van Zweden    | IF Elfsborg        | 1-11        | 1-7 (U) | 0-4 (T) | 0.0 |
| 2014/15 | Europa League    | 1Q    | Vlag van Faeröer   | Víkingur Gøta      | 2-3         | 1-2 (U) | 1-1 (T) | 0.5 |

Totaal aantal punten voor UEFA coëfficiënten: 1.5
Zie ook
- Deelnemers UEFA-toernooien Letland
- Ranglijst van alle clubs die in de diverse Europa Cups zijn uitgekomen

## Trainer-coaches
- Sergej Joeran